# Antoninus Pius
Titus Aurelius Fulvus Boionius Arrius Antoninus (19. září 86 poblíž Lanuvia – 7. března 161 v Loriu), všeobecně známý jako Antoninus Pius, byl římským císařem v letech 138 až 161. Z adoptivních císařů vládl jako čtvrtý, přičemž se stal zakladatelem antoninovské dynastie. Přízvisko „Pius“ obdržel patrně proto, že přesvědčil senátory, aby prohlásili bohem jeho adoptivního otce Hadriana. V Historii Augustě jsou však zmíněny alternativní výklady, podle nichž si Antoninus toto přízvisko vysloužil zachráněním senátorů, které Hadrianus odsoudil k smrti během své nemoci.
Dlouhé období Antoninova panování je často popisováno jako éra míru, politické stability a hospodářské prosperity, což výstižně vyjadřovalo heslo felicitas temporum („šťastný věk“), ražené na soudobých mincích. V okrajových oblastech říše sice došlo k několika povstáním a cizím nájezdům, Antoninus přesto opatrně rozšířil Hadrianem vytyčené hranice. Na rozdíl od Hadriana udržoval výtečné vztahy se senátem a valnou část své vlády strávil v Itálii, kde v roce 148 oslavil devítisté výročí založení Říma.

## Život

### Původ a kariéra
Antoninus Pius se narodil 19. září 86 nedaleko latinské obce Lanuvium jako syn Tita Aurelia Fulva, jenž zastával konzulát v roce 89, a Arrie Fadily. Rodina jeho otce pocházela z města Nemausus (dnešní Nîmes) v provincii Gallia Narbonensis, nicméně jeho děd Titus Aurelius Fulvus v Římě dvakrát vykonával úřad konzula a působil taktéž jako městský prefekt. V brzkém věku přišel Antoninus o otce, načež byl vychováván v Loriu v Etrurii Gaiem Arriem Antoninem, svým dědem z matčiny strany, bezúhonným a vzdělaným mužem, který byl dvojnásobným konzulem a přítelem Plinia mladšího. O Antoninově životě před tím, než se ujal vlády, toho není mnoho známo, neboť se dochovalo pouze málo písemných pramenů zmiňujících se o tomto císaři. V díle Cassia Diona se k Antoninově životopisu vztahuje jen pár nesouvisejících fragmentů textu. Více podrobností týkajících se Antonina obsahuje Historia Augusta, jejíž věrohodnost a spolehlivost jsou ovšem historiky silně zpochybňovány. Někdy mezi léty 110 až 115 se Antoninus oženil s Annií Galerií Faustinou, dcerou konzula Marca Annia Vera. Společně zplodili dva syny a dvě dcery, z nichž se ale kromě mladší dcery Annie Galerie Faustiny nikdo nedožil otcova nástupu na trůn.
Antoninova politická dráha začala zřejmě v roce 112, kdy měl zastávat úřad quaestora. O pět let později působil jako praetor. V obou těchto funkcích si vedl mimořádně úspěšně, za což mu byl v roce 120 přiřčen jeho první konzulát. Hadrianus ho posléze ustavil jedním ze čtyř konzulárů odpovědných za správu Itálie a učinil ho také členem svého poradního sboru. Svoji vynikající reputaci si Antoninus dále vylepšil svým počínáním v hodnosti prokonzul Asie kolem roku 134. Antoninova výjimečná kariéra se zdánlivě chýlila ke svému konci, když smrt Hadrianova adoptivního syna Lucia Aelia Caesara zásadním způsobem ovlivnila jeho budoucnost. Při zasedání senátu na počátku roku 138 oznámil Hadrianus svůj záměr adoptovat Antonina, čímž by ho určil za svého nástupce. Po důkladném zvážení Antoninus tuto nabídku přijal a na oplátku se zavázal adoptovat Marca Annia Vera, svého synovce známého spíše pod jménem Marcus Aurelius, a Lucia Ceionia Commoda, syna nedávno zemřelého Aelia Caesara. 25. února 138 Hadrianus Antonina oficiálně adoptoval a současně mu udělil prokonzulské imperium a tribunskou moc (tribunitia potestas). Antoninovi bylo tehdy už přes padesát let, takže se neočekávalo, že by jeho vláda měla mít dlouhého trvání.

### Císařem
Poté, co Hadrianus 10. července 138 skonal, dohlédl Antoninus na přepravu jeho těla do Říma. K uctění svého adoptivního otce dal vystavit velkolepý štít a ustanovil mu kněze. Navzdory značné opozici senátorů si od nich vyžádal a zajistil potvrzení Hadrianova zbožštění. Antoninova oddanost Hadrianově památce byla zřejmě důvodem, proč mu bylo uděleno přízvisko „Pius“ („zbožný“, „uctivý“). Podle jiných vysvětlení však toto čestné jméno obdržel za to, že podpíral svého letitého tchána v senátu, případně za záchranu mužů, jež Hadrianus přikázal popravit v závěru života. Po prvotním odmítnutí Antoninus v roce 139 přijal titul „Otec vlasti“ (Pater patriae) a souhlasil, aby jeho manželka byla nazývána Augustou. Po Faustinině smrti v roce 141 ji senát prohlásil za bohyni a odhlasoval zasvětit jí chrám. Po vzoru předchozích císařů zavedl Antoninus podpory určené pro osiřelé dívky, nazývané Puellae Faustinianae („Faustininy dívky“).

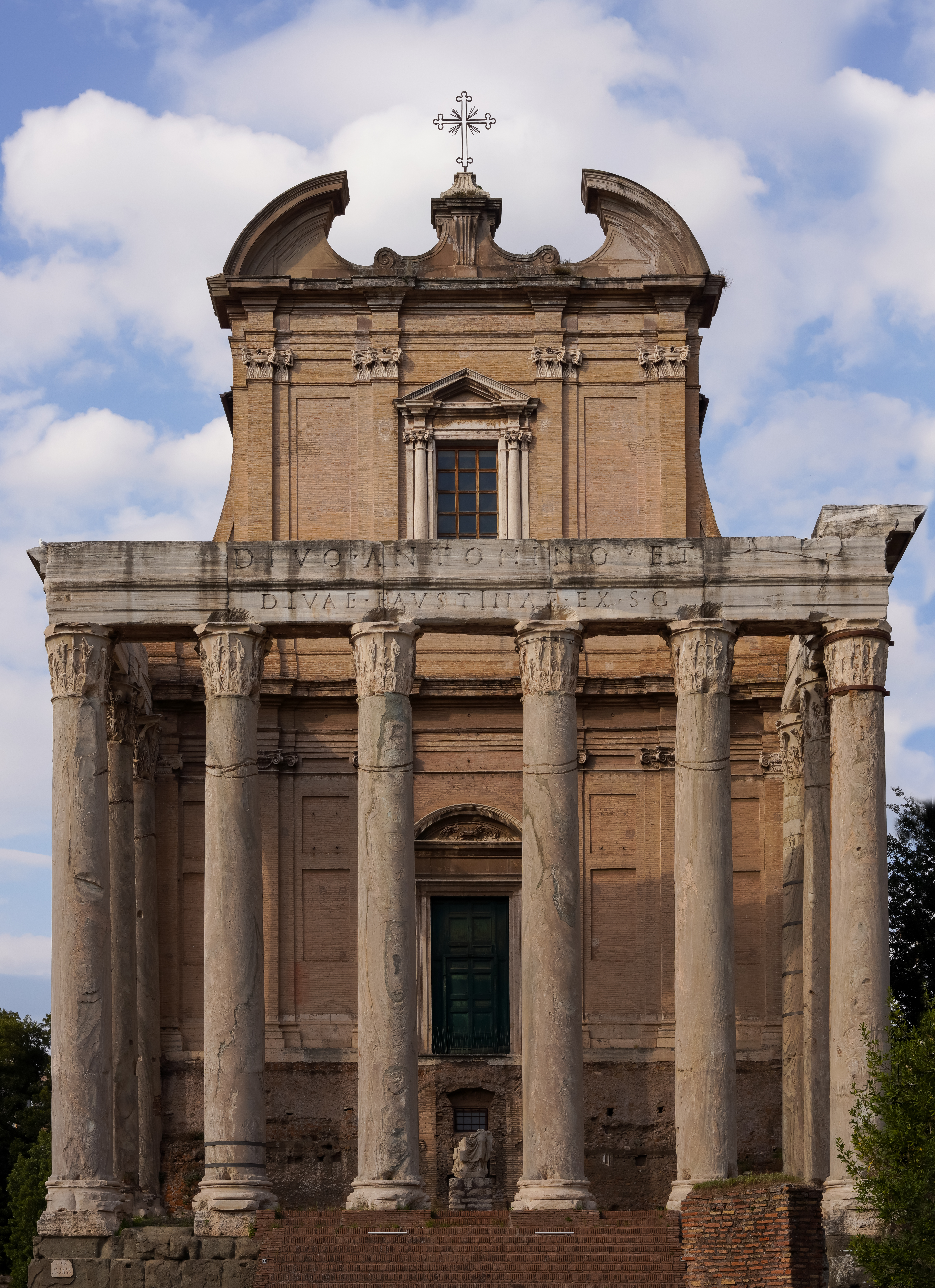
Chrám Antonina a Faustiny

Po uchopení moci vrátil Itálii všechny peněžní prostředky darované mu při příležitosti adopce a polovinu příspěvku odevzdaného provinciemi. Antoninova fiskální politika se vyznačovala konzervativní umírněností, protože císař se zdráhal plýtvat penězi kvůli přepychu, nicméně podporoval výstavbu veřejných budov majících praktický účel. Prokurátory nabádal, aby při výběru daní jednali s provinciály ohleduplně, díky čemuž se provincie za Antoninova panování těšily prosperitě. Antoninův přínos je zmíněn v Historii Augustě následovně: „Poddaným národům vládl tak svědomitě, že se o všechno a všechny staral jako o své.“ Ačkoli se stavěl proti zvyšování daňové zátěže, pravidelně poskytoval peněžní dary poddaným a vojákům. Nechal rovněž pořádat velkolepé hry, při nichž byla předváděna různá exotická zvířata, a na své vlastní náklady rozdílel v dobách hladu bezplatně olej, obilí a víno. Úctu a oblibu obyvatelstva si získal i svou snahou o odčinění důsledků různých přírodních pohrom. Ze svých soukromých prostředků hradil výdaje spojené s rekonstrukcí zhroucených tribun v Circu Maximu a financoval nápravu škod způsobených zemětřesením v Asii a na Rhodu nebo požáry v Římě a v jiných metropolích říše.
Přestože některé zdroje naznačují, že se osobně vypravil do Egypta a Sýrie, Antoninus řídil stát téměř výhradně z Říma a ze svých statků v okolních oblastech, čímž se zásadně odlišoval od Traiana, jenž vedl po dlouhý čas rozsáhlá tažení ve vzdálených zemích, a Hadriana, který procestoval provincie celé říše. Itálie a Řím si upevnily své postavení centra říše, k čemuž přispěla i císařova nechuť vyčerpávat provincie přítomností svého doprovodu. Nadřazená pozice Říma byla ještě zdůrazněna při oslavách devítistého výročí založení města, konaných v roce 148. Třebaže vláda jeho dvou bezprostředních předchůdců se vyznačovala čilou stavební aktivitou v Římě a na jiných místech, Antoninus se v tomto ohledu choval méně marnotratně a především dal dokončit díla zahájená nebo přislíbená jeho otcem. Završil tudíž výstavbu Hadriánova mauzolea (nynější Andělský hrad) a vybudoval chrámy božskému Hadrianovi na Martově poli a Faustině na Foru Romanu. Taktéž nechal obnovit nejstarší římský most Pons Sublicius, Koloseum a vyhořelé graecostadium. Mimo hlavní město opravil lázně v Ostii, akvadukt v Antiu, dále četné silnice a přístavy v několika městech, včetně Alexandrie.
Vůči senátu zaujal Antoninus vstřícnější postoj než Hadrianus, jehož pronásledovala vytrvalá zášť ze strany senátorů. Jejich náklonnost si Antoninus zajistil tím, že jim umožnil více se podílet na fungování státu. Stíhání a popravy senátorů za jeho vlády takřka ustaly, přičemž pouze dva muži byli obžalováni z pokusu zmocnit se trůnu. Antoninus však nenesl přímou odpovědnost za smrt ani jednoho z nich, neboť Atilius Titianus, první z nich, byl odsouzen samotným senátem, zatímco Priscianus spáchal sebevraždu. V obou případech císař odmítl pátrat po dalších účastnících spiknutí.

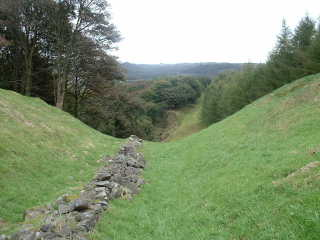
Antoninův val

Antoninovo panování je často pokládáno za období míru a všeobecné prosperity, ve skutečnosti si ale legie počínaly v polovině 2. století poměrně aktivně. Přestože sám císař pravděpodobně nestál v čele žádné vojenské výpravy, jeho legáti se účastnili řady střetnutí. Kolem roku 142 vedl Quintus Lollius Urbicus v Británii úspěšné tažení na sever od Hadriánova valu, jímž rozšířil hranice římské moci do Kaledonie. Podél severní linie výbojů byl mezi zálivy Firth of Forth a Firth of Clyde zbudován nový systém opevnění, pojmenovaný Antoninův val, což nasvědčuje tomu, že Římané uvažovali o trvalé okupaci kaledonské nížiny v dnešním jižním Skotsku. Také Limes Romanus byl v Horní Germánii posunut hlouběji na východ. Říše zůstala ušetřena závažnějších krizí, v pohraničí docházelo ovšem i za Antonina k lokálním konfliktům a povstáním. Maurové byli zpacifikováni a donuceni požádat o mír. Nájezdy Germánů, Dáků a Alanů byly zdárně odraženy, revolty v Achaji a Egyptě potlačeny. Desetiletí trvající odpor Židů namířený proti císařské vládě byl konečně zdolán. Hranice impéria na středním Dunaji byla zabezpečena, když Antoninus dosadil do čela kmene Kvádů Římanům nakloněného krále. V Orientu vzrostlo koncem jeho vlády napětí ve vztazích s Parthy kvůli Arménii. Ačkoli císař pouhým svým dopisem odradil parthského krále od vpádu do této země, zhruba od roku 158 posilovali Římané stavy svých vojsk na východní hranici. Krátce po Antoninově smrti vypukla válka s Parthy a nedlouho nato museli Římané čelit energickému náporu barbarů na Dunaji. Moderní historikové se přou o to, zda tomuto neblahému vývoji mohl Antoninus předejít.
Podle tradice Paraskeva svými modlitbami navrátila slepému Antoniu Piu zrak, i když ji předtím nechal mučit. Pius ji pak propustil a přikázal ukončit pronásledování křesťanů.

### Smrt
Po téměř dvacet tři let trvajícím panování zemřel Antoninus Pius 7. března 161 v Loriu nedaleko Říma. Kromě Augusta doposud žádný jiný císař nevládl Římanům po tak dlouhou dobu. Antoninova smrt vyvolala zármutek ve všech vrstvách římské společnosti. Nástupnictví proběhlo zcela podle Hadrianových intencí, pročež moc ve státě přešla bez obtíží na Marca Aurelia a Lucia Vera, Antoninovy adoptivní syny. V předchozích letech byli oba připravováni k vládě, jelikož opakovaně zastávali nejvyšší úřady. Již v roce 145 navíc Antoninus provdal svoji dceru Faustinu mladší za Marca Aurelia. Po Antoninově skonu byly jeho ostatky uloženy v Hadriánově mauzoleu a na jeho počest byl na Martově poli vztyčen sloup, z něhož se dochoval jenom podstavec. Záhy poté byl Antoninus senátem deifikován, načež byl chrám vystavěný na Foru Romanu pro jeho zesnulou manželku zasvěcen božskému Antoninovi a božské Faustině. Třebaže nedosáhl proslulosti dobytím velkolepých vítězství, Antoninovu vládu lze vyzdvihovat jako výjimečně příznivé a klidné období postrádající skandály, korupci a vojenské pohromy. Svým adoptivním synům zanechal v římské státní pokladně enormní sumu 675 milionů denárů. V díle Hovory k sobě vyjádřil Marcus Aurelius svůj obdiv a úctu vůči Antoninovi těmito slovy: „Ve všem buď žákem Antoninovým. Osvoj si jeho vytrvalé úsilí jednat uvážlivě, jeho duševní rovnováhu za všech okolností, jeho zbožnost, jeho přívětivou tvář, jeho vlídnost, jeho lhostejnost k slávě a jeho upřímnou snahu o správné chápání věcí.“